# Mimoclystia andringitra
Mimoclystia andringitra es una especie de polilla de la familia Geometridae. La especie fue descrita por primera vez por Claude Herbulot en 1963, con distribución en Madagascar.